# 宇部市立黒石小学校
宇部市立黒石小学校（うべしりつ くろいししょうがっこう）は、山口県宇部市黒石北3丁目にある公立小学校。ゆめタウン宇部近くに位置する。

## 沿革
出典
- 1991年（平成3年）
  - 12月8日 - 第1回新設小学校建設推進協議会開催。
  - 12月20日 - 新設小学校の校名募集。
- 1992年（平成4年）
  - 2月20日 - 新設小学校の「校名」と「通学区域」決定。
  - 10月5日 - 校舎建設開始。
- 1993年（平成5年）
  - 7月1日 - 校章図案募集開始。
  - 10月26日 - 校章決定。
- 1994年（平成6年）
  - 4月1日 - 厚南小学校より分離し、市内21番目の小学校として開校[2]。
  - 4月8日 - 開校記念式と最初の始業式挙行。
  - 7月6日 - 開校記念式典挙行。
- 1995年（平成7年）
  - 2月27日 - 校歌発表会開催。
  - 3月17日 - 第1回卒業記念として、校歌レリーフ設置。
- 2004年（平成16年）
  - 1月20日 - 開校10周年記念行事として、「ジャングルクライム」設置。
  - 5月8日 - 開校10周年記念式典挙行。
- 2008年（平成20年）4月1日 - AED設置。
- 2013年（平成25年）
  - 9月30日 - 開校20周年記念行事として、「インターホン」設置。
  - 10月21日 - 開校20周年記念式典挙行。
- 2015年（平成27年）4月 - タブレット型パソコンを授業に導入。
- 2017年（平成29年）3月22日 - 新校舎完成。

## 通学区域
- 黒石自治会区全区

## 進学先中学校
- 宇部市立黒石中学校

## 周辺
- 黒石校区学童保育クラブ室 - 同一敷地内
- 黒石ふれあいセンター
- ゆめタウン宇部

## 交通アクセス
- 宇部市営バスで、「W7」（宇部駅行）・「61」・「62」（共に宇部駅発）の各系統で、「ゆめタウン」バス停から、徒歩約450m・約7分（バス停から学校敷地までは、最短で約165mだが、道路と校門設置個所の関係で遠回りとなる）。
- 西日本旅客鉄道（JR西日本）宇部線岩鼻駅から、徒歩約2km弱・約30分（直線距離では約1.5km強だが、道路と校門設置個所の関係でやや遠回りとなる）。